# پتریانو
پتریانو (به ایتالیایی: Petriano) یک کومونه در ایتالیا است که در استان پزارو و اوربینو واقع شده‌است.

## خصوصیات
پتریانو ۱۱٫۳ کیلومترمربع مساحت و ۲٬۶۵۹ نفر جمعیت دارد.